# Maxime Farazijn
Maxime Farazijn (Ypres, Bélgica, 2 de junio de 1994) es un ciclista belga. Su padre Peter también fue un destacado ciclista profesional entre los años 1991 y 2005.

## Palmarés
2015 (como amateur)
- 1 etapa del Triptyque des Monts et Châteaux[1]